# Estavela

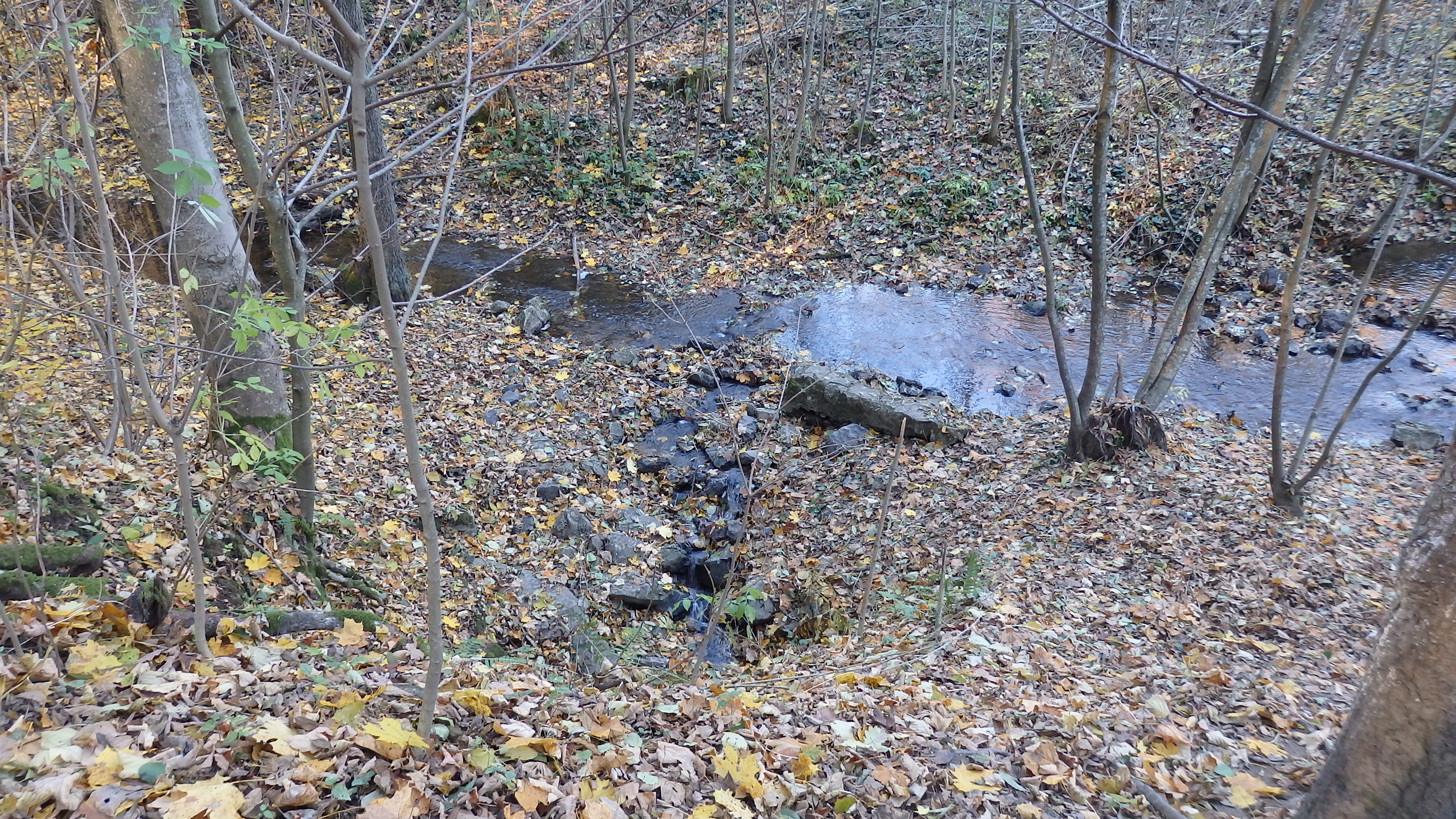
Hádecká estavela v CHKO Moravský kras

Estavela je krasový jev podobný závrtu. Obvykle se voda vsakuje do estavely a působí tak jako ponor. Po silných deštích, kdy dostatečně stoupne hladina vody v krasovém systému, estavela přebírá funkci vyvěračky.